# Teatro Bradesco (Rio de Janeiro)
O Teatro Bradesco é um teatro localizado no Shopping Village Mall, na Barra da Tijuca, com capacidade para 1060 pessoas.
O teatro foi inaugurado em Janeiro de 2013 e é operado por uma parceria entre a Companhia Zaffari e a Opus Promoções, com patrocínio do Bradesco.